# Autoportrait devant le Prieuré
Autoportrait devant le Prieuré – ou Portrait de l'artiste au Prieuré – est un tableau réalisé par le peintre français Maurice Denis en 1921. Cette huile sur toile est un autoportrait de l'artiste devant sa maison de Saint-Germain-en-Laye, dans les Yvelines, ses proches apparaissant à l'arrière-plan. Depuis une donation en 1976, l'œuvre est conservée au musée départemental Maurice-Denis, qui est installé dans la bâtisse, surnommée le Prieuré. Une première version de cette peinture exécutée en 1916 se trouve à la galerie des Offices, à Florence, en Italie.